# Hans-Josef Becker
Hans-Josef Becker (Belecke, 18 juni 1948) is een Duits geestelijke en aartsbisschop van de Rooms-Katholieke Kerk.
Becker werd in 1977 tot priester gewijd en was werkzaam als parochieherder in Minden, Paderborn en Lippstadt. In 1999 werd hij benoemd tot hulpbisschop van het aartsbisdom Paderborn. De bisschopswijding vond plaats op 23 januari 2000.
Toen kardinaal Degenhardt in 2002 overleed, werd Becker benoemd tot diocesaan administrator. Een jaar later werd hij benoemd tot aartsbisschop van Paderborn.